# Raoul Khadjimba
Raoul Khadjimba (abkhaze : Рауль Ҳаџьымба ; russe : Рауль Джу́мкович Хаджимба ; géorgien : რაულ ხაჯიმბა), né le 21 mars 1958 à Tkvartchéli alors en URSS, est un homme politique abkhaze. Il est président de la république d'Abkhazie du 25 septembre 2014 au 12 janvier 2020.

## Biographie

### Jeunesse et formation
Il travaille à l'origine comme mécanicien à la centrale électrique de Tkvartchéli. De 1976 à 1978, il sert dans la Voyska PVO (force de défense anti-aérienne soviétique). Il travaille ensuite au Komsomol puis entre en 1979 à la faculté de droit de l'Université d'État d'Abkhazie à Soukhoumi. Il obtient son diplôme en 1984. De 1985 à 1986, il étudie à l'école du KGB de Minsk et sert en tant qu'agent du KGB jusqu'en 1992. 
Après avoir servi dans les renseignements militaires durant la guerre d'Abkhazie, il est de 1993 à 1995 chef du service de sécurité de l'État de l'Abkhazie. De 1996 à 1998, Khajimba dirige la division anti-contrebande du Comité d'État des douanes. En 1998, il devient son président adjoint.

### Carrière politique
Il est le chef depuis 2010 du Forum pour l'Unité nationale de l'Abkhazie. Il est ministre de la Défense (2002-2003) puis Premier ministre (2003-2004) et vice-président (2005-2009). Il se présente sans succès comme candidat aux élections présidentielles de 2004, 2009 et 2011. Il remporte plus de 50 % des voix à l'élection anticipée de 2014, organisée à la suite de la révolution de mai ayant déposé Alexandre Ankvab, et est investi de ses fonctions de président un mois plus tard.
Le 24 novembre 2014, il signe à Sotchi avec son homologue russe Vladimir Poutine un accord prévoyant « une coopération plus étroite entre la Russie et l'Abkhazie dans les domaines social, économique et humanitaire, ainsi que sur les questions de politique extérieure, défense et sécurité ».
Candidat à un second mandat, il est réélu le 8 septembre 2019 avec un faible écart face à son concurrent Alkhas Kvitsinia. Ce dernier conteste les résultats, sans succès. Cependant en janvier 2020, les soupçons de fraude électorale donnent lieu à des manifestations de grande ampleur contre Khadjimba, culminant le 10 janvier en un soulèvement populaire qui voit les manifestants s'emparer d'un stock d'armes à feu avant de prendre le contrôle des principales institutions du pays dont le parlement et la Cour suprême, dans ce qui est qualifié de « quasi coup d’État ». L'Assemblée nationale vote le soir même une résolution appelant Khadjimba à quitter le pouvoir, soutenue par son propre parti, tandis que la Cour suprême déclare le résultat de l'élection présidentielle invalide. Khadjimba refuse cependant de démissionner, le conflit s'enlisant pendant deux jours entre les deux camps retranchés dans les bâtiments de la capitale, en attente de la réaction du gouvernement russe,. La visite de Vladislav Surkov, conseiller de Vladimir Poutine, deux jours plus tard est suivie le jour même de l'annonce par Khadjimba de sa démission,. Celle-ci ouvre la voie à une nouvelle élection présidentielle, fixée au 22 mars 2020 et remportée par Aslan Bjania.

## Distinctions
- Ordre des Omeyyades (2018)